# Aprostocetus imperialis
Aprostocetus imperialis är en stekelart som beskrevs av Girault 1913. Aprostocetus imperialis ingår i släktet Aprostocetus och familjen finglanssteklar. Inga underarter finns listade i Catalogue of Life.